# داگلاس مک‌وارتر

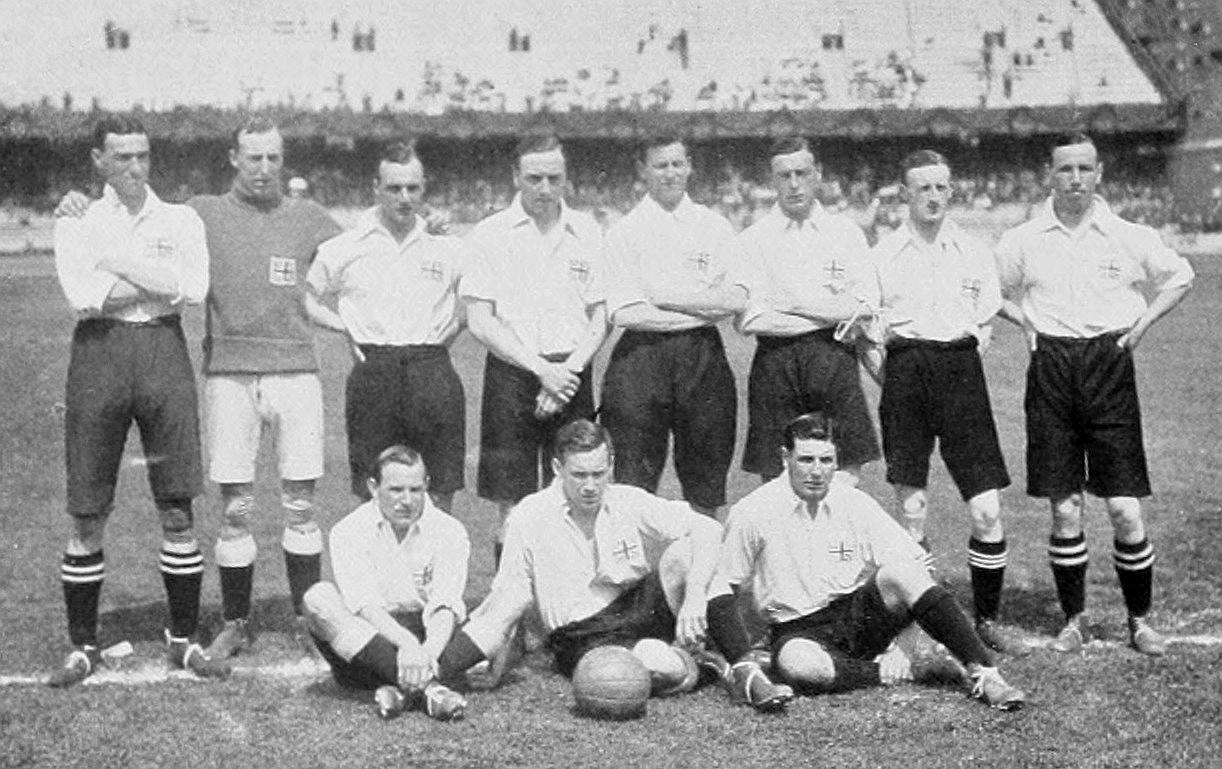
عکس او همراه با هم تیمی هایش

داگلاس مک‌وارتر (انگلیسی: Douglas McWhirter; ۱۳ اوت ۱۸۸۶ – ۱۴ اکتبر ۱۹۶۶) بازیکن فوتبال اهل بریتانیا بود.
از باشگاه‌هایی که در آن بازی کرده‌است می‌توان به باشگاه فوتبال بروملی، باشگاه فوتبال لستر سیتی اشاره کرد. وی توانسته است به همراه تیم ملی فوتبال پادشاهی متحد به مدال طلا مسابقات فوتبال در بازی‌های المپیک تابستانی ۱۹۱۲ دست پیدا کند.